# Wild
För andra betydelser, se Wild (olika betydelser).
Wild är en amerikansk biografisk dramafilm från 2014 i regi av Jean-Marc Vallée. Manuset är skrivet av Nick Hornby och bygger på Cheryl Strayed självbiografi Vild: en vandring till mig själv (originaltitel: Wild: From Lost to Found on the Pacific Crest Trail) från 2012. Reese Witherspoon porträtterar Strayed och i övriga roller finns bland andra Laura Dern, Thomas Sadoski, Michiel Huisman och Gaby Hoffmann. Filmen hade premiär 29 augusti 2014 på Telluride Film Festival och biopremiär 3 december samma år i Nordamerika.
Inför Oscarsgalan 2015 nominerades Reese Witherspoon i kategorin Bästa kvinnliga huvudroll och Laura Dern nominerades som Bästa kvinnliga biroll. Även vid Golden Globe-galan 2015 och BAFTA-galan 2015 nominerades Witherspoon.

## Rollista i urval
- Reese Witherspoon – Cheryl Strayed
- Bobbi Lindstrom –  Cheryl som ung
- Laura Dern – Barbara "Bobbi" Grey
- Thomas Sadoski – Paul
- Keene McRae – Leif
- Michiel Huisman – Jonathan
- W. Earl Brown – Frank
- Gaby Hoffmann – Aimee
- Kevin Rankin – Greg
- Brian Van Holt – mannen som öppnar affären för Cheryl efter att den stängt
- Cliff DeYoung – Ed
- Mo McRae – Jimmy Carter
- Jan Hoag – Annette
- Charles Baker – TJ
- Jason Newell – Ronald Nylund
- Ray Buckley – Joe
- Cathryn de Prume – Stacy
- Evan O'Toole – Kyle
- Anne Gee Byrd – Vera
- Randy Schulman – Cheryls terapeut
- Anne Sorce – Bobbis sköterska på sjukhuset
- Matt Pascua – Wayne
- Art Alexakis – tatueraren